# Mike Fillery
Mike Christopher Fillery (Londra, 17 settembre 1960) è un ex calciatore inglese, famoso soprattutto per aver giocato più di 160 partite con la maglia del Chelsea.